# Eustenancistrocerus baluchistanensis
Eustenancistrocerus baluchistanensis är en stekelart som först beskrevs av Cameron 1907.  Eustenancistrocerus baluchistanensis ingår i släktet Eustenancistrocerus och familjen Eumenidae. Inga underarter finns listade i Catalogue of Life.